# Ведьмин колодец
Ве́дьмин коло́дец (Ту́халаский ве́дьмин коло́дец, эст. Tuhala nõiakaev) — источник воды, расположенный вблизи деревни Тухала в волости Козе, уезд Харьюмаа, Эстония. Известен своим уникальным поведением (бурным истечением воды) в определённые периоды года. «Чудо Эстонии-2012».
Колодец имеет глубину 2,4 метра, находится на карстовой территории природного парка «Тухала», самого большого в Эстонии (188 га). В период половодья выбрасывает на поверхность до 100 литров воды в секунду («вскипает»), явление может продолжаться до трёх недель, но не повторяется ежегодно. Болотное происхождение определяет коричневатый окрас воды.
Издавна был объектом поклонения язычников.
Недалеко от колодца установлены стилизованные скульптуры Юло Ыуна.
В связи с планами устройства известнякового карьера поблизости с территорией Природного центра феномен колодца может прекратить своё существование.

## Галерея
- Колодец в спокойном состоянии, 2011 год
- «Кипящий» колодец во время половодья, 2009 год
- «Кипящий» колодец, 2011 год
- «Кипящий» колодец ночью, 2011 год
- Скульптура Юло Ыуна рядом с колодцем
- Каменные скульптуры Юло Ыуна

## Комментарии
1. ↑  Эстонские топонимы, оканчивающиеся на -а, не склоняются и не имеют женского рода (исключение — Нарва)